# Kanton Prunelli-di-Fiumorbo
Kanton Prunelli-di-Fiumorbo (francouzsky Canton de Prunelli-di-Fiumorbo) je francouzský kanton v departementu Haute-Corse v regionu Korsika. Tvoří ho 7 obcí.

## Obce kantonu
- Chisa
- Isolaccio-di-Fiumorbo
- Prunelli-di-Fiumorbo
- San-Gavino-di-Fiumorbo
- Serra-di-Fiumorbo
- Solaro
- Ventiseri